# Veloporphyrellus africanus
Veloporphyrellus africanus är en svampart som beskrevs av Watling 1993. Veloporphyrellus africanus ingår i släktet Veloporphyrellus och familjen Boletaceae.   Inga underarter finns listade i Catalogue of Life.